# Гідрологія Львова
Гідрологія Львова — структура та водні об'єкти, що розташовані на території міста Львова та його околицях.

Геоморфологічна схема Львова з лінією вододілу

По території міста Львова, проходить лінія Головного європейського вододілу, тому річки та потоки в межах міста належать до басейнів Чорного та Балтійського морів. Лінія вододілу проходить на південь околицею Львова, від Сихова на захід до Козельник та Сигнівки, від Сигнівки вона різко повертає на північ і йде на Розточчя. В межах Львова вододіл проходить вулицями Зелена, Рахівська, Володимира Великого, через територію психіатричної лікарні на Кульпарківській, через вулиці Антоновича, Васильківського, Героїв УПА, Степана Бандери, Коротку, Залізничну, Шевченка та Брюховицьку.

## Річки

### Басейн Західного Бугу
Більша частина водотоків в межах міста є каналізована. Основною річкою Львова є Полтва, ліва притока Західного Бугу, яка належить до басейну Балтійського моря. Річка Полтва починається як потік в який впадають декілька менших потоків, основними з яких є Пасіка та Сорока.
Потік Пасіка (Срібний потік) збирає свої води в районі Погулянки та Цетнерівки, далі Пасіка тече сучасною вулицею Левицького, та приймає в себе усі води що протікають вздовж вулиці. До Пасіки з вулиці О. Кониського допливає потік з Вороблячого ставу (тепер басейн на території Зооветеринарної академії). Потік перетинає сучасні вулиці І. Франка і Князя Романа, виходить на початок вулиці П. Саксаганського від проспекту Т. Шевченка та об'єднується з потоком Сорока.
Потік Сорока утворюється при злитті двох інших потоків Вулецького та Залізна вода, перший тече з Вульки, а інший зі Снопкова.
Вулецький потік — утворюється зі злиття потоку Дикий рів, джерело якого витікає з ярів між вулицями Володимира Великого та Стрийською та потоку Світязь, верхів'я якого підступають до психіатричної лікарні на Кульпаркові. Зливаються ці потоки в районі перехрестя вулиць Сахарова та Княгині Ольги. Далі Вулецький потік тече сучасною вулицею Сахарова, а тоді різко повертає на схід і тече під вулицею Вітовського. В районі Стрийського ринку, Вулецький потік об'єднується з потоком Залізна Вода.
Потік Залізна вода починається на північ від Козельник, а саме в районі перехрестя вулиць Зелена та Свидницького. Цей потік тече на захід до сучасної вулиці Стуса, оминаючи Снопківську височину. Біля Українського католицького університету в нього впадає Софіївський потік, що бере свій початок між вулицями Панаса Мирного та залізничною лінією Львів-Ходорів, і далі тече вулицею Ярославенка оминаючи пагорби парку «Залізна вода» та збираючи води усіх прилеглих струмків. Нижче за течією в Залізну воду впадає Снопківський потік, який бере свій початок в ярах Снопківської височини, і тече вулицею Кримською, а в районі вулиць Кубанська та Кубійовича, зливаються в один. Далі потік Залізна вода, тече між будинками по вулиці Снопківській до вулиці Івана Франка, де до нього впадає потік зі Стрийського парку. На початку вулиці Стрийської Залізна вода зливається з Вулецьким потоком, і вже під назвою Сорока, тече вулицею Шота Руставелі, Івана Франка, Саксаганського до проспекту Тараса Шевченка, де зливається з Пасікою утворюючи Полтву.
Після злиття основних потоків річище Полтви сильно збільшується, захоплюючи центральну частину міста. До середини XIV століття річище Полтви текло сучасними вулицями А. Волошина, П. Ковжуна, Банківською, С. Наливайка і П. Куліша. На вулиці П. Куліша в Полтву впадав потік Ортим, води якого наповнювали оборонний рів, потік брав свій початок на Кайзервальді і протікав сучасними вулицями Просвіти, площею Міцкевича, проспектом Свободи і на Куліша. В районі театру Скарбека, в Ортим впадав ще один потік який витікав з-під Високого замку. Пізніше русло Полтви було змінено, нове річище проходило просп. Шевченка, пл. Міцкевича, просп. Свободи та просп. Чорновола. Протікаючи проспектом Чорновола, на перехресті з вулицею Липинського, води Полтви поповняються Клепарівським потоком.
Клепарівський потік є лівою притокою Полтви. Витік лежить у лісі Кам'янка, що біля однойменного мікрорайону, в підніжжі гори, яку в народі називають Глобус. Потік протікає вулицями Винниця (оминаючи Кортумову гору), Яблунева, Варшавська, тоді на Липинського і до проспекту Чорновола. В місці де Клепарівський потік впадає в Полтву, Полтва яка тече на північ різко звертає на схід, і тече вздовж вулиці Липинського.
Також з лівого берега до Полтви впадає ще декілька потоків — Голосківський, Збоївський та Малехівський. А з правого — потоки зі Знесіння, Лисинич та Підбірців.
Біля околиць Львова, беруть свій початок і інші потоки, води яких належать до басейну Західного Бугу. Всі вони зосереджені на сході Львова, і завдячують своїм назвам певним районам в яких беруть свій початок — це Кривчицький, Лисиницький, Чижківський та Сихівський потоки.
В лісах Майорівки неподалік Медової печери, бере свій початок ще одна львівська річка — Марунька.

### Басейн Дністра
В околицях Львова беруть свої витоки річки та потоки, води яких належить до басейну Дністра, це насамперед річка Зубра.
Також є невеликі потоки такі як Зимна Вода (Водяний), Кульпарківський (Скнилівок), Білогірський та Левандівський. Усі вони розташовані на півдні та заході міста Львова.

## Озера
У Львові офіційно налічується 82 водойми, що класифікуються як озера. Ці природні об'єкти перебувають під захистом закону, що унеможливлює їхню забудову, засипання або використання не за призначенням.
- Брюховецькі озера
- Винниківське озеро
- Озеро (Володимира Великого, 2) — Площа 0,89 га.
- Озеро (Володимира Великого, 14) — Площа 1,91 га.
- Озеро «Електрон» (м. Винники) — Площа 0,13 га.
- Озеро «Зелене око» («Снопківський парк»)
- Левандівське озеро (Повітряна, 2) — Площа 2,4 га
- Озеро Парку «Знесіння» (Старознесенська, 32) — Площа 0,01 га.
- Озера Парку «Погулянка» — Площа 0,01 га.
- Озеро Стосика  (поруч з 6-м Заозерним провулком та вул. Замарстинівською, 270)
- Піскові озера
- Озеро на перехресті вулиць Стрийська-Наукова
- Природно-декоративний ставок Ботанічного саду університету (Черемшини, 44) — Площа 0,15 га.
- Ставок Академії ветеринарної медицини (Пекарська) — Площа 0,2 га.
- Ставок Палацу Творчості Молоді «Галичина» (Вахнянина) Площа — 0,05 га.
- Ставок декоративний по вулиці Хмельницького — Площа 0,18 га.
- Ставок (Вулиця Конюшинна, 4) — Площа 0,03 га
- Ставок (Вулиця Конюшинна, 6) — Площа 1,15 га
- Ставок у («Шевченківському гаю») — Площа 0,015 га.
- Ставок Парку культури ім. Б.Хмельницького
- Ставок (Вулиця Лисенецька) — Площа 0,01 га.
- Ставок (Вулиця Скнилівська 86)
- Ставок Стрийського парку
- Ставок (Вулиця Тернопільська, 1а) — Площа 0,06 га.
- Ставок (Вулиця Щирецька, 105) — Площа 0,24 га.